# 冢田攻
冢田攻（日语：／ Tsukada Osamu，1886年7月14日—1942年12月18日），茨城县人，日本帝国时代陆军大将。日本陆军士官学校第19期，日本陆军大学第26期，日本陆军第11軍司令官。按中方記載，1942年12月18日乘飞机由南京飞往汉口途中被国军第48军138师412团3营9连的高炮直接命中阵亡，成为抗日战争期间被中国军队击毙军衔最高的日军将领（一說應為大角岑生）。按日方記載，飛機墮落是機械事故。

## 生平
- 1907年 日本陸軍士官學校毕业，同年任步兵第3联队少尉
- 1910年 步兵中尉
- 1914年 日本陸軍大學毕业
- 1917年 步兵大尉，军务局课员
- 1918年 关东都督府参谋
- 1919年 关东军参谋
- 1920年 参谋本部作战课部员
- 1922年 步兵少佐
- 1925年 陆军大学教官
- 1927年 步兵中佐
- 1928年 参谋本部作战班长兼军令部参谋
- 1931年 步兵大佐，台湾步兵第2联队联队长
- 1933年 关东军第一课长
- 1935年 少将，陆军大学教官
- 1937年 华中方面军参谋长
- 1938年 中将，陆军大学校长
- 1940年 参谋次长
- 1941年 南方軍总参谋长
- 1942年 第11軍司令官，死后追晋大将

## 外部連結
- 抗战期间被中国军队击毙军衔最高的日军将领 （页面存档备份，存于）